# سونيا سافيتش
سونيا سافيتش (بالصربية: Соња Савић)‏ هي ممثلة صربية (وحملت سابقاً جنسية جمهورية يوغوسلافيا الاشتراكية الاتحادية وصربيا والجبل الأسود)، ولدت في 15 سبتمبر 1961 بتشاتشاك في صربيا، وتوفيت في 23 سبتمبر 2008 ببلغراد في صربيا بسبب جرعة زائدة. بدأت مشوارها المهني سنة 1977، ومن الجوائز التي نالتها Golden Arena for Best Actress ‏ سنة 1984.

## جوائز
- Golden Arena for Best Actress [الإنجليزية]‏ (1984)

## وصلات خارجية
- سونيا سافيتش على موقع IMDb (الإنجليزية)
- سونيا سافيتش على موقع ألو سيني (الفرنسية)
- سونيا سافيتش على موقع أول موفي (الإنجليزية)
- سونيا سافيتش على موقع قاعدة بيانات الأفلام السويدية (السويدية)
- سونيا سافيتش على موقع قاعدة بيانات الفيلم (الإنجليزية)
- سونيا سافيتش على موقع كينوبويسك (الروسية)